# Katarina Taikon
Katarina Taikon-Langhammer (Almby, 29 luglio 1932 – Ytterhogdal, 30 dicembre 1995) è stata una scrittrice, attivista e attrice svedese di etnia rom Kalderash, leader nel movimento per i diritti civili, sorella di Rosa Taikon.

## Biografia
Durante l'infanzia di Taikon i rom in Svezia vivevano ancora nei campi e dovevano spostarsi spesso, il che rendeva difficile per i bambini ricevere un'istruzione scolastica. Taikon ha imparato a leggere e scrivere solo nella sua pre-adolescenza.
Taikon ha dedicato la sua vita a migliorare le condizioni di vita dei rom in Svezia e in tutto il mondo. Attraverso il suo instancabile lavoro, dibattendo, scrivendo e parlando con le autorità svedesi, ai rom fu concesso lo stesso diritto alla casa e all'istruzione di tutti gli altri svedesi. Nel 1953 ebbe fine il divieto imposto nel 1914 sull'immigrazione dei rom. Ciò portò altri rom a cercare rifugio in Svezia e la popolazione rom, inizialmente meno di mille persone, crebbe.
Taikon cercò di convincere le autorità svedesi che queste persone erano rifugiati politici, poiché erano stati oppressi nei loro paesi. Dopo inutili sforzi per aiutare un gruppo di 47 rom francesi a ottenere asilo in Svezia, Taikon decise di cambiare strategia. L'unico modo per porre fine ai pregiudizi contro la sua gente era rivolgersi ai giovani, si rese conto, così iniziò a scrivere la popolare serie di libri per bambini sulla sua infanzia, Katitzi (nel 1979 fu prodotta una serie TV basata sui suoi libri).
Katarina Taikon è morta per un danno cerebrale dopo essere caduta in un coma di 13 anni, a seguito di un arresto cardiaco. È stata definita la Martin Luther King svedese.

## Filmografia
- 1956 - Sceningång
- 1953 - Åsa-Nisse på semester
- 1953 - Marianne
- 1951 - Tull-Bom
- 1950 - Motorkavaljerer
- 1949 - Singoalla
- 1948 - Uppbrott